# 卡坦人
卡坦人，是老撾一個少數民族，主要分布於沙灣拿吉省、沙拉灣省和占巴塞省，少數生活在其他東南亞國家。
在2005年他們有118,276人，成立老聽族中最大的支系和國內最大的少數民族。

## 文化
他們是為數不多不住在干欄式建築和樹上的老聽族。他們住在家族長屋中，每當一個卡坦人娶妻後便在長屋中建設一個房間作為家庭住房。現在老撾沙拉灣市以北仍有這種長屋，其中一間木製長屋為328英尺。
卡坦人的另一個傳統是刺破自己的耳垂，用竹管拉長耳孔，但這傳統差不多已失傳。
大多數卡坦人是佛教徒，只有不到400人是基督徒，而卡坦人中的穆斯林大多數是嫁給老撾國內穆斯林的卡坦族女人。